# Klanen – Individ, klan och samhälle från antikens Grekland till dagens Sverige
Klanen – Individ, klan och samhälle från antikens Grekland till dagens Sverige är en antologi med Per Brinkemo och Johan Lundberg som redaktörer, utgiven på Timbro förlag den 3 maj 2019.
Boken består av essäer av Dennis Avorin, Per Brinkemo, Joanne M Ferraro, Anosh Ghasri, Tomas Lappalainen, Johan Lundberg, Abdi-Noor Mohamed, Nathan Shachar, Jens S Sörensen, Richard Swartz, Lars Trägårdh, och Mark S Weiner.

## Innehåll
Boken behandlar klansamhällen från antikens Grekland till dagens Sverige och frågar om den liberala demokratin, som bygger på individens rättigheter, kan samexistera med ett klansamhälle, som bygger på att individen underkastas gemenskapen.

## Mottagande
Bokens redaktörer intervjuades i SVT:s program Politik i bokhyllan, i oktober 2018.
Johan P. Larsson skrev i Tidskriften Respons att "Klanen är högaktuell och bidrar till vår akademiska debatt liksom till förståelsen av vår samtid." Han skrev att boken var"relativt befriad från resonemang om vad som är rätt och fel" och att "Flera betraktelser avslöjar icke utbytbara fördelar med klangemenskapen. [...] Ur sådana betraktelser bör vi också förstå lockelsen med klanen. Den kan vara varm och beskyddande." Han skrev att liksom många andra redigerade böcker var dess spretighet på samma gång en tillgång och en svaghet, och att "Bokens röda tråd är stundtals något underteoretiserad."